# Potamogeton × angustifolius
Potamogeton × angustifolius là một loài thực vật có hoa lai ghép trong họ Potamogetonaceae. Loài này được J.Presl miêu tả khoa học đầu tiên năm 1821.